# 河清
河清（かせい）は、南北朝時代の北斉において、武成帝の治世に使用された元号。562年4月-565年4月。「河清」の語は、562年4月に黄河と済水がともに澄んだため、これを吉兆としたことに由来する。

## 西暦・干支との対照表
| 河清 | 元年  | 2年   | 3年   | 4年   |
| 西暦 | 562年 | 563年 | 564年 | 565年 |
| 干支 | 壬午  | 癸未  | 甲申  | 乙酉  |